# Okno (národní přírodní památka)
Okno je jeskyně a národní přírodní památka v katastrálním území obce Demänovská Dolina v okrese Liptovský Mikuláš v Žilinském kraji na Slovensku. Chráněné území bylo vyhlášeno v roce 2001. Nachází se na území národního parku Nízké Tatry.